# Cyril Julian
Cyril Denis Maurice Julian (ur. 29 marca 1974 w Castres) – francuski koszykarz, występujący na pozycji środkowego, reprezentant kraju, multimedalista międzynarodowych imprez koszykarskich.

## Osiągnięcia
Na podstawie, o ile nie zaznaczono inaczej.

### Drużynowe
- Mistrz Francji (2003, 2004, 2008)
- Wicemistrz Francji (2006, 2007)
- Zdobywca:
  - pucharu:
    - Koracia (2002)
    - Francji (2003)
    - Liderów LNB Pro A (2003)

  - superpucharu Francji (2008)
- Finalista pucharu Francji (1997, 2000, 2004, 2009)

### Indywidualne
- MVP:
  - krajowy francuskiej ligi LNB (2002, 2006, 2007)
  - meczu gwiazd ligi francuskiej (2003)
- Uczestnik meczu gwiazd ligi francuskiej (1997, 1999, 2000, 2002, 2003)
- Lider ligi francuskiej w zbiórkach (2006)

### Reprezentacja
Seniorów
- Wicemistrz olimpijski (2000)
- Brązowy medalista:
  - mistrzostw Europy (2005)
  - Kontynentalnego Pucharu Mistrzów Stankovicia (2006)
  - wojskowych mistrzostw świata (1995)
- Uczestnik:
  - mistrzostw Europy (1997 – 10. miejsce, 1999 – 4. miejsce, 2001 – 6. miejsce, 2003 – 4. miejsce, 2005)
  - kwalifikacji do Eurobasketu (1997, 2003, 2005)

Młodzieżowe
- Mistrz Europy U–18 (1992)
- Uczestnik mistrzostw Europy U–22 (1996 – 11. miejsce)